# Кара дере
Вижте пояснителната страница за други значения на Кара дере.
Кара дере е най-южната местност по Варненското черноморие.
Намира се между град Бяла и село Горица в близост до северните склонове на Стара планина и недалеч от защитената зона Иракли. Местността е дива, няма инфраструктура и точно затова се харесва от много туристи. Плажът е чист, некаменист, на места граничи с гора, другаде – с храсти. Има добри условия за сърф и палатков туризъм.
Недостатък е пълната липса на дървен материал за бивакуване, който обаче може да се набави от гората по главния път Варна-Бургас, която отстои на 7 – 10 км от плажа. Местността е достъпна с автомобил, велосипеди и чрез пешеходен преход от град Бяла и село Горица. По време на летния сезон по дължината на няколко километровата плажна линия и навътре в горите, могат да се изброят над двеста палатки. Голямата посещаемост определя и сериозното замърсяване на местността с битови отпадъци. Периодично се намират ентусиасти, които почистват района от битовите отпадъци на другите туристи.
Кара дере е известно и харесвано място от хора, привърженици на палатковия туризъм, нудизма и екстремните спортове.
През декември 2007 са огласени планове за проекта Black Sea Gardens - туристически комплекс по проект на Норман Фостър с пет вилни селища за целогодишно обитаване с общ капацитет до 15400 легла. Към 2019 г. проектът остава нереализиран.